# Аделино Лопеш
Аделино Аугусто Лопеш Лино (на португалски: Adelino Augusto Lopes Lino, изговаря се по-близко до Аделину Аугусту Лопиш Лину) е футболист от Гвинея-Бисау и Португалия, защитник в отбора на Локомотив София. Висок е 169 см и тежи 70 кг.

## Предишни отбори
- Варзим
- Маритимо
- Портимоненсе
- Луситания (Ангра до Ероизмо, Португалия)
- Асюриска Фьоренинген (Сьодертеле, Швеция)
- ПФК Черно море (Варна)
- ПФК Берое (Стара Загора)
- ПФК Локомотив София